# Euophrys lunata
Euophrys lunata är en spindelart som beskrevs av Philipp Bertkau 1880. 
Euophrys lunata ingår i släktet Euophrys och familjen hoppspindlar. Inga underarter finns listade i Catalogue of Life.